# Obeidia aurantiaca
Obeidia aurantiaca là một loài bướm đêm trong họ Geometridae.